# Jaskinia za Ratuszem Zimna

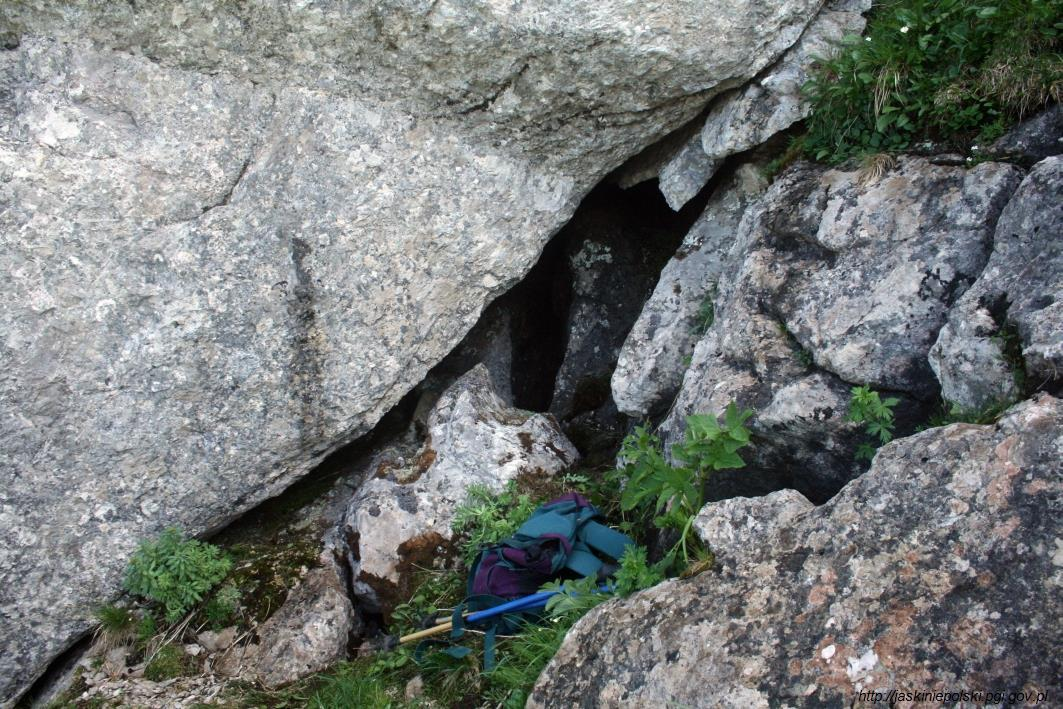
Otwór jaskini

Jaskinia za Ratuszem Zimna – jaskinia w Dolinie Miętusiej w Tatrach Zachodnich. Wejście do niej znajduje się w Litworowym Grzbiecie, powyżej jaskini Szczelina za Ratuszem, na wysokości 1675 m n.p.m. Długość jaskini wynosi 26 metrów, a jej deniwelacja 6 metrów.

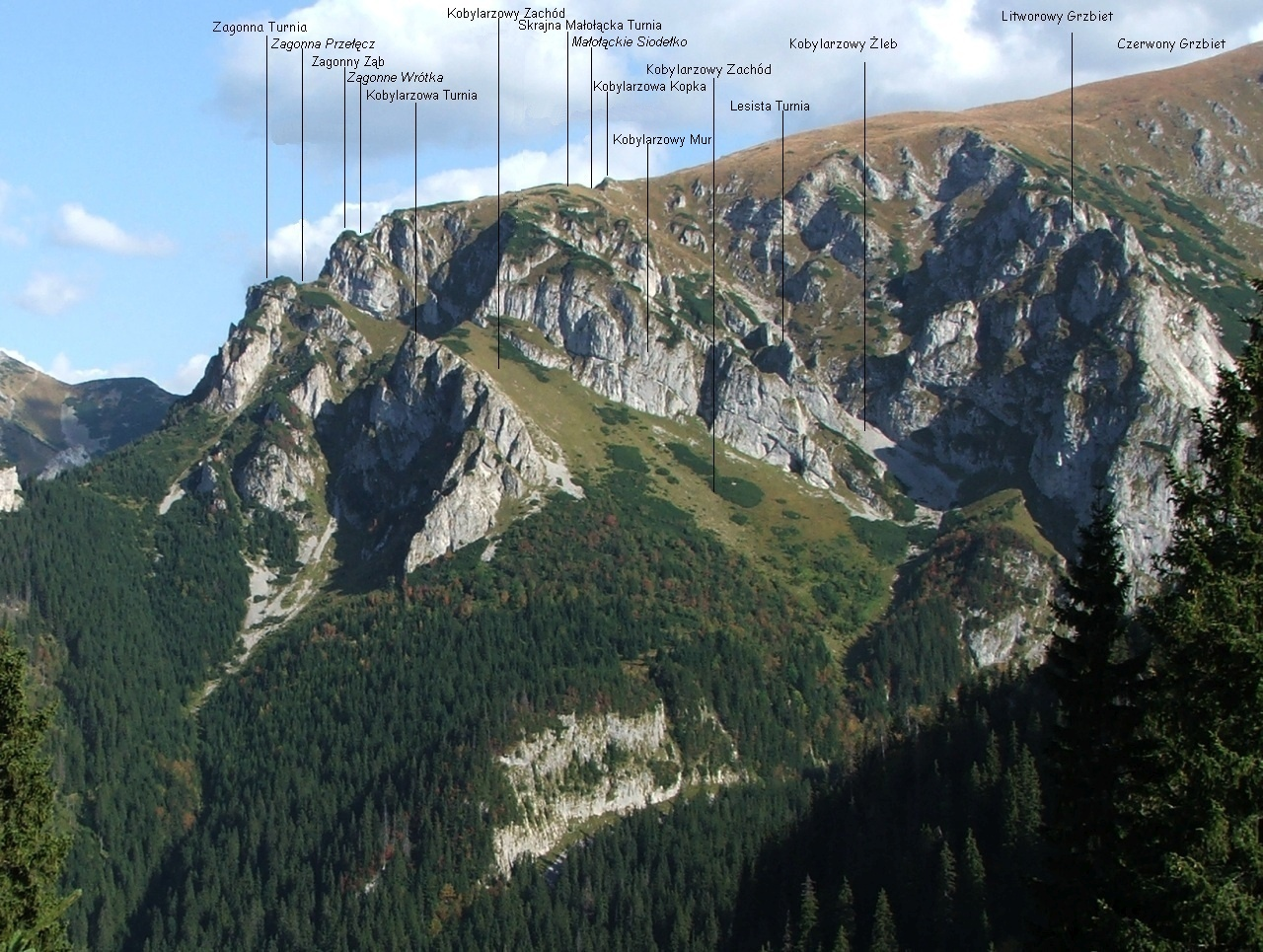
Na prawo Litworowy Grzbiet

## Opis jaskini
Jaskinia zaczyna się korytarzem, którym po kilku metrach dochodzi się do rozgałęzienia. Stąd:
- w dół można zejść około 3,5 metra na dno szczeliny. Jest ona niezbadana do końca.
- na wprost korytarz prowadzi na dno innej szczeliny i kończy się ślepo nad skalnym progiem.
- nad małą półką znajduje się niewielki kominek.
- na lewo zacisk nad prożkiem prowadzi do obszernego ciągu, którym idzie się do 7-metrowego, kończącego się szczeliną korytarza[2].

## Przyroda
W jaskini występują drobne nacieki grzybkowe. Jest ona bardzo mokra.

## Historia odkryć
Jaskinia została odkryta 29 lipca 1986 roku przez I. Luty, A. Majkowskiego i K. Wardakowskiego ze Speleoklubu Warszawskiego.